# Pierre Pignolat

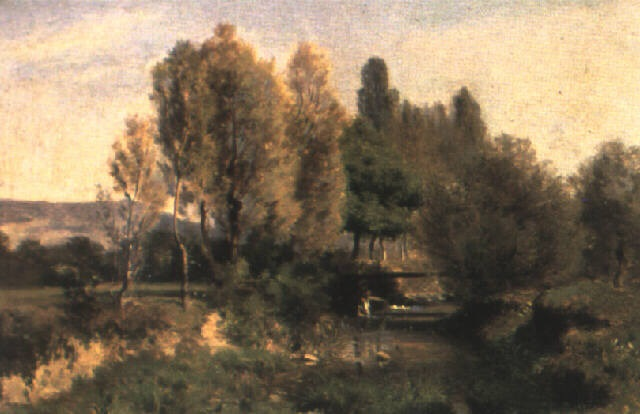
Feldlandschaft mit Bach von Pierre Pignolat (1913, Öl auf Leinwand)

Pierre Pignolat (* 22. Mai 1838 in Genf; † 12. März 1913 ebenda) war ein Schweizer Maler französischer Herkunft. Er betätigte sich hauptsächlich in der Landschaftsmalerei, hat aber auch Stillleben und Porträts geschaffen.

## Leben und Wirken
Nach einer Lehre als Graveur in Genf studierte Pierre Pignolat an der Kunstakademie Genf (École des Beaux-Arts de Genève) bei Barthélemy Menn. Während vieler Jahre übte er (neben seiner künstlerischen Tätigkeit) verschiedene Berufe aus, um seinen Lebensunterhalt zu bestreiten. Im Jahre 1880 wurde er als Professor für Figurenzeichnen an die Kunstakademie Genf (als Nachfolger des Malers Auguste Baud-Bovy) berufen, ab 1881 als Titularprofessor. Im Rahmen dieser Lehrtätigkeit, die er bis 1910 ausübte, bildete er eine ganze Generation von Malern der Genfer Schule aus, darunter Maurice Barraud und Edouard Vallet.
Pignolat hat sich vor allem als Meister der Paysage intime und der Plein-Air-Malerei einen Namen gemacht, in der Nachfolge von Jean-Baptiste Camille Corot und der Schule von Barbizon. Als Zeitgenosse der Impressionisten hat er die Farben seiner Landschaften in seinem späteren Werk aufgehellt. Seine Bilder zeigen eine gewisse Ähnlichkeit mit dem Frühwerk von Ferdinand Hodler (auch ein Menn-Schüler) auf.
Pignolat blieb zeitlebens ein Einzelgänger und liess sich von den verschiedenen Tendenzen der Malerei um die Jahrhundertwende (Symbolismus, Kubismus, Expressionismus) nicht beeinflussen. 
Seine Werke befinden sich in verschiedenen Schweizer Museen, insbesondere im Musée d’art et d’histoire Genf und im Museum Oskar Reinhart in Winterthur. 